# Astro Coast
Astro Coast — дебютний альбом гурту Surfer Blood, що виконує музику в стилі інді-рок. Альбом вийшов 19 січня 2010 року під лейблом Kanine Records. У чарті альбомів Billboard 200 він зайняв 124-у сходинку. Після свого виходу альбом отримав дуже позитивні відгуки від критиків.

## Список композицій
Авторами всіх пісень є Джон Пол Піттс, Томас Фекет і Тайлер Шварц.
| #   | Назва             | Тривалість |
| --- | ----------------- | ---------- |
| 1.  | «Floating Vibes»  | 4:00       |
| 2.  | «Swim»            | 3:18       |
| 3.  | «Take It Easy»    | 3:56       |
| 4.  | «Harmonix»        | 4:45       |
| 5.  | «Neighbour Riffs» | 2:08       |
| 6.  | «Twin Peaks»      | 3:37       |
| 7.  | «Fast Jabroni»    | 3:03       |
| 8.  | «Slow Jabroni»    | 6:05       |
| 9.  | «Anchorage»       | 6:25       |
| 10. | «Catholic Pagans» | 3:12       |

## Учасники
- Джон Пол Піттс — вокал, гітара, струнні аранжування, інжиніринг, продюсування
- Томас Фекет — гітара, вокал
- Тайлер Шварц — ударні
- Браян Блек — бас-гітара, вокал
- Кевін Вільямс — гітара (композиція № 3)
- Фредді Швенк Старший — флейта
- Емілі Дваєр — струнні
- Бренда Голлінгсворт — мастеринг
- Раян Копт — інжиніринг
- Ґарт Ворнер — обкладинка альбому
- Джулія Піттс — обкладинка альбому
- Джейсон Рюґер — дизайн, оформлення